# Zífid becut de Shepherd
El zífid becut de Shepherd (Tasmacetus shepherdi), descrit per primera vegada el 1937, és el cetaci més primitiu de la família dels zífids i l'únic representant del seu gènere.

## Descripció
- El mascle fa 7 m de llargària corporal màxima i la femella 6,6.
- Cap petit amb una mena de bec llarg i estret.
- Aleta dorsal petita.
- Dors marró grisenc.
- Es distingeix dels altres zífids per la presència de 17-29 dents còniques, tant al maxil·lar superior com a l'inferior. A més, els mascles posseeixen dues dents addicionals a la part anterior de la mandíbula inferior.
- L'espiracle està situat al costat esquerre de la part superior del cap i els ulls just per sota de l'espiracle.
- Presenta les cinc primeres vèrtebres fusionades.[3][4][5][6]

## Alimentació
Menja diverses espècies de peixos (sobretot, Zoarces viviparus), calamars i crancs, la qual cosa és una mica inusual, ja que la majoria dels zífids s'alimenten gairebé exclusivament de cefalòpodes.

## Reproducció
Res no se sap actualment sobre la reproducció d'aquesta espècie.

## Hàbitat
Habita principalment lluny de la costa, tot i que també, on la plataforma continental és estreta, és capaç d'ocupar les aigües fondes costaneres.

## Distribució geogràfica
Aquesta espècie és coneguda a partir d'una dotzena d'avaraments (tots al sud de la latitud 30°S) al voltant de Nova Zelanda (incloent-hi l'illa del Nord, l'illa del Sud i les illes Chatham), el sud d'Austràlia, les illes Galápagos, Sud-àfrica, el sud de Sud-amèrica (l'Argentina i Xile), Brasil i els arxipèlags Juan Fernández (Xile) i Tristan da Cunha. Hom creu que té una distribució circumpolar a les aigües de l'hemisferi sud

## Població
Sembla ésser una espècie relativament poc freqüent, no n'hi ha estimacions de la seua abundància i res no se'n sap sobre les subpoblacions.

## Amenaces
Igual que amb la majoria dels altres zífids, aquesta espècie no ha estat mai caçada i pel que fa a les seues principals amenaces actuals no són prou ben conegudes. Tot i així, hi ha proves d'individus encallats i morts a causa d'haver-se empassat objectes de plàstic. A més, hom creu que és vulnerable als sons forts d'origen antropogènic (com ara, els generats pels vaixells de guerra i els sonars d'exploració sísmica) i als canvis produïts per l'escalfament global.